# Paradoxa de l'elecció
La paradoxa de l'elecció és un terme sorgit a l'any 2004 a través de la publicació del llibre "La paradoxa de l'elecció: Per què més és menys? (Títol original: The paradox of choice: Why more is less?), escrit per Barry Schwartz. És la sensació que experimenten els humans quan se senten incapacitats de prendre una decisió quan tenen diverses alternatives a escollir. Per exemple, és un sentiment que es pateix sobretot quan s'està en un aparador i es veuen diverses formes del mateix producte, o si es navega per plataformes com Netflix i no s'acaba de decidir què visionar.
Aquesta paradoxa descriu a la perfecció la tendència a estar menys satisfets amb les pròpies adquisicions quan existeixen més alternatives. Un estudi dut a terme el 1995 postulà la possibilitat que un nombre més gran d'opcions disponibles debilita i dificulta la nostra capacitat per prendre les decisions més adequades.
El problema de la paradoxa de l'elecció no resideix en allò amb el qual ens quedem, sinó en allò que rebutgem o renunciem, ja que ningú pot prendre dos camins simultanis. La capacitat d'assumir la inevitabilitat d'aquesta renúncia forma part del procés de maduració com a éssers humans.

## Origen
Segons Schwaltz, aquestes eleccions de les quals disposem ara, "Life is a matter of choice" com diu ell, és conseqüència del dogma oficial. Aquest es basa en obtenir l'objectiu que sempre ha volgut la humanitat: el benestar. Per aconseguir aquest benestar hem de tenir més llibertat i, perquè això es doni, hem de tenir més eleccions possibles, per tal d'escollir allò que realment nosaltres volem. En resum, quan més elecció tinguem, disposarem de més llibertat i podrem, així, aconseguir la felicitat. Aquest dogma es troba totalment integrat en la nostra societat i molt pocs s'han atrevit a qüestionar-ho. Segons Schwaltz aquesta idea no és certa perquè, sí que és veritat que escollir ens permet crear la nostra identitat i ser qui nosaltres vulguem ser, però també té efectes negatius molt importants.
La paradoxa de l'elecció deriva de la desmotivació produïda quan ens enfrontem a una presa de decisió davant de vàries opcions, i el nostre subconscient no està preparat per afrontar aquesta situació. Vivim en una societat on la lliure elecció es un pilar bàsic del nostre benestar, però això té les seves virtuts i els seus defectes.
En termes psicològics, podem dividir l'explicació de la paradoxa de l'elecció en quatre apartats diferents
Paràlisis: El fet d'oscil·lar entre diverses opcions fa que posem en dubte allò que veiem, quelcom que suposa un sobre-esforç en les nostres capacitats cognitives entre tanta varietat.
Cost de l'oportunitat: Una vegada hem escollit primerament tendim a comparar només els aspectes positius d'allò que descartem quelcom que origina disconformitat, tot i que l'elecció que hàgim fet sigui bona.
Augment d'expectatives: En el moment que disposes d'infinitat d'opcions les teves expectatives augmenten de forma exponencial, ja que com més eleccions existeixin, més possibilitats hi ha de trobar la perfecció. Aquest sentiment no és comparable amb el resultat final, ja que no arriba a les teves expectatives. Per tant, aquesta frustració resta a la satisfacció d'haver decidit, tot i que l'elecció sigui bona. En el cas de que hi hagués només una elecció les expectatives serien molt baixes i la satisfacció final augmentaria.
Autoculpa: El fet que ens hagi costat prendre la decisió més propícia i juntament al sentiment de penediment per no haver triat un a altra possibilitat genera un malestar interior difícil de combatre. Tendim a culpar-nos a nosaltres mateixos per no haver sigut capaços de realitzar una millor elecció.

## Tipus de persones
En la tesi, Barry Schwaltz indica que hi ha diferents persones i que es poden classificar pel tipus de decisió que prenen alhora d'acabar decantant-se per un producte o un altre:
Recollidors (Pickers): Són persones que no es paren a prendre decisions. Eviten aquesta confusió i malestar a través d'agafar el primer que troben, sense valorar la resta d'opcions ni comparar-ho amb altres possibles eleccions.
Satisfactoris (Satisfacers): S'assemblen en part als recollidors perquè escullen aquell primer producte que consideren que cobreix les seves necessitats mínimes. La diferència amb els primers és que sí que estableixen un mínim anàlisi alhora d'escollir un producte.
Maximitzadors (Maximizers): Són persones que es dediquen a escollir sempre la millor opció i la més completa. No es conformem amb cap altre producte.
Cap d'aquests tipus de persones són les més indicades per fer una bona elecció d'un producte en concret, són tres mètodes, però segons Schwaltz hem d'evitar qualsevol d'aquestes tres vies. Per tal de no caure en una d'aquestes metodologies el doctor dona una sèrie de consells:
1. Evitar ser un recollidor: Escollir el primer que veus no sol ser la millor opció, normalment acaben sent eleccions frustrades que no ens omplen i ens poden fer sentir malament. Hem de saber escollir quan sigui necessari i si no, prendre's un temps per meditar-ho.
2. Trobar un equilibri en l'elecció: Per escollir la millor opció no cal arribar fins al punt d'estudiar tots els avantatges i els inconvenients. Hem de fer una valoració general per tal d'escollir el millor possible, però cremar-nos donant-li voltes. Si no trobem un equilibri podríem cansar-nos tant del dubte que la felicitat de l'elecció final no superaria aquest desgast.
3. Eliminar comparacions socials: Els productes que hem d'escollir han de ser per una necessitat. No ens hem de basar en les modes de la societat ni voler adquirir un producte perquè el tinguin altres persones.

## La tesi de Schwartz
Schwartz va configurar la seva teoria des de diversos camps de la psicologia moderna que estudien com la felicitat es veu afectada segons l'èxit o el fracàs en l'assoliment d'un objectiu.

### Quan escollim
Schwartz compara la varietat d'eleccions amb les que un ciutadà es troba en el seu dia a dia comparant-les amb les eleccions fetes amb un spermercat i la varietat de clases a la universitat d'Ivy League.
Actualment hi ha un gran nombre de llibres i revistes compromesos amb el que s'anomena "simplicitat voluntària". La idea principal és que tenim massa eleccions, massa decisions, massa poc temps per fer allò que és realment important... Ocupant-nos d'allò que nosaltres volem i concentrant-nos en allò que volem fer no em sembla una solució al problema de massa eleccions.
Schwartz manté que és precisament perquè podem concentrar-ho en allò que volem la raó per la qual totes aquestes eleccions van aparèixer.

## Remeis per evitar-la
Segons un estudi de la Universitat British Columbia, és més fàcil estar satisfet amb una compra realitzada, ja que el plaer de l'acte resideix no en l'objecte, sinó en fet de donar-lo, però òbviament, una persona adulta que pertanyi a una societat actual desenvolupada s'enfronta diàriament a una gran gama d'opcions a triar que defineixen el camí que recorrerà, per mínimes que siguin.
Si seguim les recomanacions exposades pel professor Barry Schwartz al llibre que escrigué on tracta de resoldre aquesta problemàtica, podem concloure que per intentar recórrer altres vies allunyades de la paradoxa de l'elecció hem de limitar-nos a allò suficientment bo en comptes d'estar recercant informació inserviblement i interminable per arribar a allò perfecte, perquè tenint en compte les tries que una persona ha de fer al dia, la diferència entre allò suficientment bo i allò perfecte és infinitesimalment petita.